# Kari Rajamäki
Kari Juhani Rajamäki, né le 15 octobre 1948 à Anjala, est un homme politique finlandais, membre du Parti social-démocrate de Finlande (SDP).

## Biographie

### Carrière politique
Élu député à la Diète nationale en mars 1983, il est choisi quatre ans plus tard pour un poste de vice-président de la commission de l'Agriculture et des Forêts. Il doit abandonner cette charge après les élections de mars 1991, mais la retrouve en avril 1995. À partir d'avril 1996, il la cumule avec celle de vice-président de la commission des Finances.
Alors qu'il avait été désigné, en mars, deuxième vice-président du groupe SDP, il est nommé, le 17 avril 2003, ministre de l'Intérieur dans le gouvernement de la libérale Anneli Jäätteenmäki. Il est reconduit le 24 juin suivant dans celui du libéral Matti Vanhanen.
Il quitte son poste à la fin de son mandat, le 18 avril 2007, et retrouve alors la vice-présidence de la commission des Finances. Réélu en avril 2011 pour un huitième mandat, il est élu en septembre suivant président de la sous-commission des Communications.

### Vie privée
Il est marié depuis 1989 à Leena Vaviolahti, et est père de quatre enfants, nés entre 1976 et 1995. Il réside à Varkaus, en Savonie du Nord.